# نادي اميرالد
نادي اميرالد نادي كرة قدم إماراتي من الأندية الخاصة يلعب في دوري الدرجة الثالثة الإماراتي.